# Atalaya de la Mesa
La Atalaya de la Mesa es una torre óptica de época nazarí, situada cerca de la localidad de Puerto Lope, aunque en municipio de Íllora, en la provincia de Granada, comunidad autónoma de Andalucía (España). En el sistema cartográfico MME, escala 1/50.000, se localiza en la hoja 991, cuadrícula 425-426/4130-4131.

## Situación y función
La atalaya de La Mesa formaba parte del sistema defensivo del poderoso Castillo de Moclín. Dentro del mismo, su situación era crucial: ubicada al final del paso de Puerto Lope, era el principal control de este paso, camino principal desde Alcalá la Real y frontera con Castilla tras la ruptura, en esta zona, del Pacto de Jaén. Pero, además, tiene conexión visual con la torres de Mingoandrés y de la Gallina, que aseguraban el Castillo de Moclín, y con la Torre de Sierra Elvira, principal atalaya del sistema defensivo de la Vega de Granada y de la capital del reino nazarí.

## Descripción
Como es usual en las atalayas nazaríes, tiene planta circular, obrada en mampostería de buen tamaño, con hiladas marcadas por enripiados. No tiene restos de enfoscado, aunque debió tenerlo en su momento.
Al haberse conservado solamente el primer tercio, hasta una altura de 4,93 metros en su parte más elevada, toda la construcción es maciza, pues este tipo de torres defensivas sólo disponían de una habitación en su parte más elevada, hoy desaparecida.